# 감은장아기
감은장아기는 제주도의 무가 설화 삼공본풀이 (三公 本풀이) 에 등장하는 여신이다. 가믄장아기, 놋장아기, 은장아기라고도 한다. 인간의 길흉화복을 주관하는 운명의 신이다. 

삼국사기의 온달 설화와 삼국유사의 무왕 설화와 비슷한 서사구조를 띄고 있다. 이런 설화의 특징은 특이하게도 낮게 태어나서 높은 지위의 인물 되는 특징을 가지고 있다. 

제주도에서는 감은장아기를 관련된 삼공맞이 (전상놀이)라는 굿이 있다. 삼공맞이는 집안의 가난을 모두 쫓아내고 부를 집안으로 불러오기 위해 벌이는 굿이다.